# Collet de Querangle
El Collet de Querangle és un coll del contrafort sud-oriental del Serrat del Cortal, a 2.289,6 metres d'altitud, del terme comunal de Canavelles, de la comarca del Conflent, a la Catalunya del Nord. El collet és a l'antic termenal entre Canavelles i Llar.
És a la partida de Querangle, just al sud de les Caussines i al nord del Roc de Querangle. És al nord-est dels Banys de Toès, al sud-est de Llar i, més lluny, al sud-oest de Canavelles.